# سامنر (ایلینوی)
سامنر، ایلینوی (به انگلیسی: Sumner, Illinois) یک شهر در ایالات متحده آمریکا با جمعیت ۱٬۰۲۲ نفر است که در ایلی‌نوی واقع شده‌است.

## موقعیت جغرافیایی
موقعیت جغرافیایی شهرها و مناطق اطراف به شرح زیر است: